# Бороре
Бороре (итал. Borore) — коммуна в Италии, располагается в регионе Сардиния, подчиняется административному центру Нуоро.
Население составляет 2352 человека, плотность населения составляет 55,03 чел./км². Занимает площадь 42,74 км². Почтовый индекс — 8016. Телефонный код — 0785.
В коммуне 15 августа особо празднуется Успение Пресвятой Богородицы. Покровителем коммуны почитается святой Луксорий, празднование 21 августа.